# Rezidence kraljeve družine Savojcev
Rezidence kraljeve družine Savojcev je skupina zgradb v Torinu in pokrajini Torino, v Piemontu (severna Italija). Skupina je bila uvrščena na seznam Unescove svetovne dediščine leta 1997.

## Zgodovina
Hiša Savojskih je starodavna kraljeva družina, ki je bila ustanovljena leta 1003 v regiji Savoji (sedaj v Rona-Alpe, Francija), ki se je pozneje razširila tako, da je leta 1720 že vladala Kraljevini Sardiniji v severovzhodni Italiji. S svojo mlajšo vejo, družino Savoy-Carignano, je vodila združitev Italije leta 1861 in vladala Kraljevini Italiji od leta 1861 do konca druge svetovne vojne. V tem času je kralj Victor Emanuel III. abdiciral v korist svojega sina Umberta II. Po ustavnem referendumu leta 1946 je bila monarhija odpravljena, ustanovljena je bila republika in člani družine Savojcev so morali zapustiti državo. 
Leta 1562 je Emmanuel Philibert, vojvoda Savojski preselil svoje glavno mesto v Torino in začel vrsto gradbenih projektov in uporabil najboljše arhitekte, ki so bili na voljo v tistem času. Zgradbe, bogato izdelane in tudi okrašene z deli sodobnih umetnikov, so bile načrtovane, da bi naredile vtis na javnost in dokazovale moč Savojcev. Ne samo palače v Torinu, v okolici so bile zgrajene tudi palače in lovski dvorci. Vsi ti objekti so bili skupaj uvrščeni na UNESCO-v seznam svetovne dediščine na podlagi tega, da »predstavljajo celovit pregled evropske monumentalne arhitekture 17. in 18. stoletja, uporabo sloga, velikosti in prostora za ponazoritev na poseben način prevladujoče doktrine absolutne monarhije v materialnem smislu«. 

## Rezidence
- V Torinu:
  - Palazzo Reale
  - Palazzo Madama
  - Palazzo Carignano
  - Grad Valentino
  - Villa della Regina
- V Piemontu:
  - Palazzina di caccia di Stupinigi
  - Reggia di Venaria Reale
  - Grad Mandria
  - Grad Rivoli
  - Grad Agliè
  - Grad Moncalieri
  - Grad Racconigi
  - Pollenzo Cuneo
  - Grad Govone